# Tom Jug
Tom Jug (* 10. April 1970 in Jesenice, SR Slowenien) ist ein ehemaliger slowenischer Eishockeyspieler.

## Karriere
Jug war zunächst in der Jugendabteilung des HK Jesenice aktiv, ehe er von 1986 bis 1988 für den HK Kranjska Gora in der jugoslawischen Eishockeyliga aufs Eis ging. Zur Saison 1988/89 wechselte der Verteidiger zurück zum HK Jesenice, mit dem er ab 1991 am Spielbetrieb der slowenischen Eishockeyliga teilnahm. Mit dem Team wurde er 1992, 1993 und 1994 slowenischer Meister. Die Spielzeit 1994/95 verbrachte der Nationalspieler beim HK Olimpija Ljubljana, mit dem Jug 1995 einen weiteren slowenischen Meistertitel gewann. Es folgte die Rückkehr nach Jesenice, dort beendete der Verteidiger im Jahr 2000 seine aktive Karriere.

### International
Für Jugoslawien nahm Jug an der B-Junioren-Weltmeisterschaft 1990 teil. Für Slowenien stand der Verteidiger bei den C-Weltmeisterschaften 1993, 1994, 1995 und 1996 auf dem Eis. Bei der C-Weltmeisterschaft 1996 wurde er außerdem als bester Verteidiger ausgezeichnet.

## Erfolge und Auszeichnungen
- 1992 Slowenischer Meister mit dem HK Jesenice
- 1993 Slowenischer Meister mit dem HK Jesenice
- 1994 Slowenischer Meister mit dem HK Jesenice
- 1995 Slowenischer Meister mit dem HK Olimpija Ljubljana

### International
- 1996 Bester Verteidiger der C-Weltmeisterschaft